# Sofie Oyen
Sofie Oyen (Leopoldsburg, 4 febbraio 1992) è un'ex tennista belga.
Vincitrice di tre titoli nel singolare e tre titoli nel doppio nel circuito ITF, il 23 agosto 2010 ha raggiunto la sua migliore posizione nel singolare WTA piazzandosi al 403º posto. Il 21 dicembre 2015 ha raggiunto il miglior piazzamento mondiale nel doppio alla posizione n°526.
Giocando per il Belgio in Fed Cup, Sofie ha un bilancio vittorie-sconfitte di 0-2.